# Nissim Karelitz
Shmaryahu Yosef Nissim Karelitz (in ebraico קרליץ נסים‎?; Vilnius, 29 luglio 1926 – Bnei Brak, 21 ottobre 2019) è stato un rabbino israeliano, presidente del beth din (tribunale rabbinico) di Bnei Brak.

## Biografia
Fra i rabbini ortodossi maggiormente rispettati nel mondo, è stato uno dei più importanti leader mondiali dell'ebraismo charedi.
La sua beth din (tribunale rabbinico) si occupa di tutti i tipi di questioni, come dispute finanziarie, conflitti matrimoniali e conversioni all'ebraismo.
Il rabbino Nissim Karelitz era nipote del Rabbino Avraham Yeshayahu Karelitz, conosciuto come Chazon Ish, leader spirituale di Bnei Brak. Dall'epoca del Chazon Ish fino a Nissim Karelitz, fu il Rabbino Elazar Shach a essere considerato come il leader preminente.
Nissim era anche un membro del Vaad Halacha (consiglio legale ebraico), dell'Ospedale Maayanei Hayeshua di Bnei Brak e Av Beth Din  (Padre del Tribunale) del quartiere Ramat Aharon di Bnei Brak.

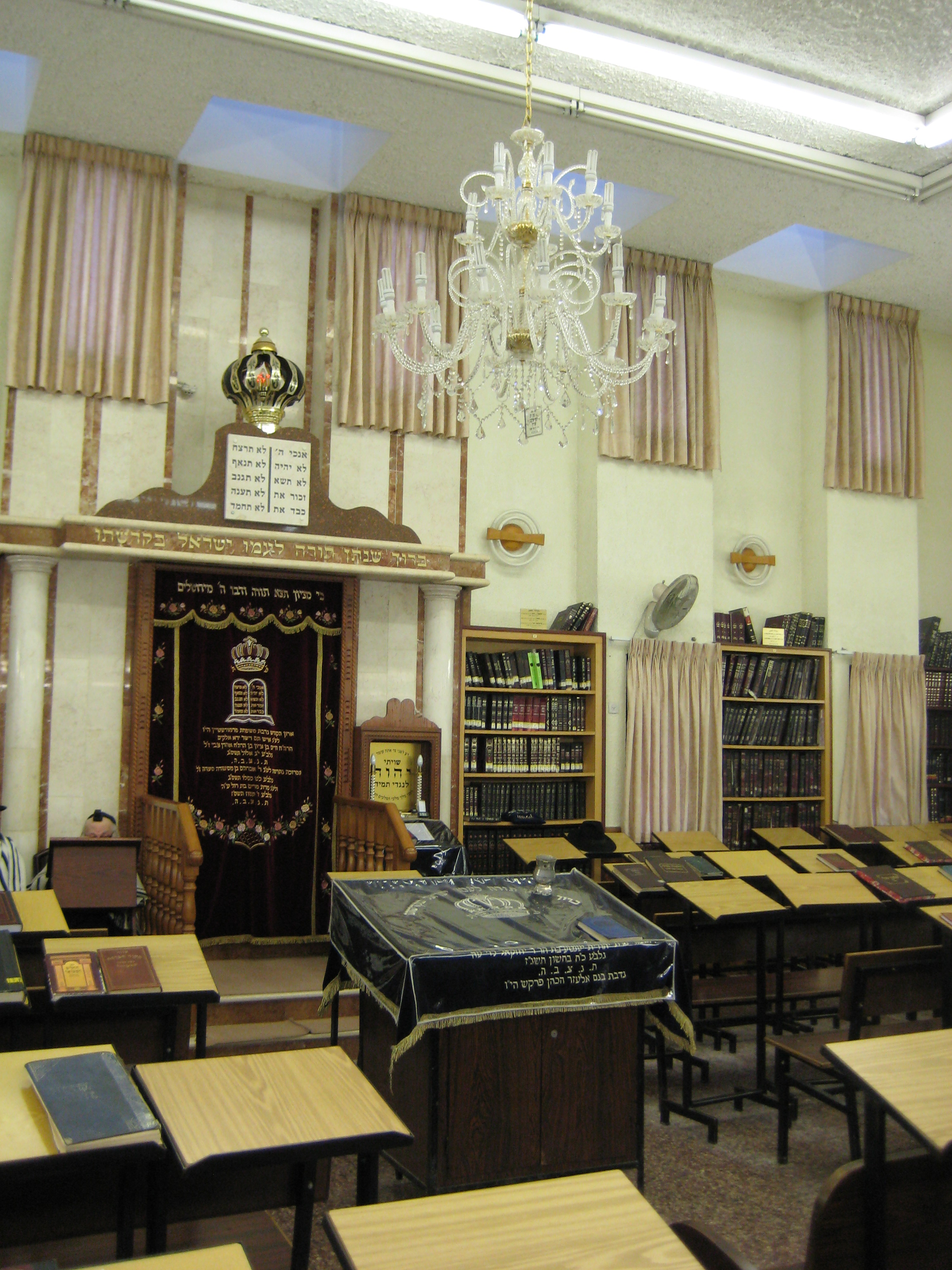
Rabbi Nissim Karelitz (a sinistra) mentre studia dopo la preghiera del mattino

In gioventù, egli studiò nel Centro Studi Ebraici di Ponevezh. Studiò anche con i suoi zii,  il Chazon Ish e lo Steipler. Sua moglie Leah (morta nel 2015) era la figlia del Rabbino Tzvi Hirsch Kopshitz di Gerusalemme e la pronipote del Rabbino Yosef Chaim Sonnenfeld.